# Арадипу
Аради́пу (греч. Αραδίππου, тур. Aradippu) — город и муниципалитет в Республике Кипр, расположенный к северу от города Ларнака. Муниципалитет образован в ходе референдума в 1986 году. На 2011 год население города составляет 19 228 человек.

## Спорт
На территории города базируются два футбольных клуба: 
- Эрмис
- Омония Арадиппу

## Города-побратимы
- Mouresi[вд], Греция (27 июля 2004)[11][12]
- Загора-Муреси, Греция (2011)[11][12]
- Неаполи-Сикиес[вд], Греция (2011)[13][14]
- Неаполис, Греция (5 мая 2001)[13][14]